# Here Without You
Here Without You (englisch für „Hier ohne dich“) ist ein Lied der US-amerikanischen Rockband 3 Doors Down. Der Song ist die dritte Singleauskopplung ihres zweiten Studioalbums Away from the Sun und wurde am 11. August 2003 veröffentlicht.

## Inhalt
Here Without You ist ein Liebeslied. Darin beschreibt das Lyrische Ich, wie sehr es seinen Partner in der Zeit des Alleinseins vermisst. Laut Sänger Brad Arnold wurde der Text von seiner damaligen Ehefrau Terika Roberts inspiriert.

“I’m here without you, baby

But you’re still on my lonely mind

I think about you, baby

And I dream about you all the time”

## Produktion
Das Lied wurde von dem US-amerikanischen Musikproduzenten Rick Parashar produziert. Als Autoren fungierten die Bandmitglieder Brad Arnold, Matt Roberts, Chris Henderson und Todd Harrell.

## Musikvideo
Bei dem zu Here Without You gedrehten Musikvideo führte der US-amerikanische Regisseur Marc Webb Regie. Auf YouTube verzeichnet es über 655 Millionen Aufrufe (Stand August 2021).
Zu Beginn sieht man Sänger Brad Arnold zusammen mit einer Frau. Kurz darauf befindet er sich mit der Band auf Tour, es wird eine Wand mit Erinnerungsfotos gezeigt und er schreibt den Liedtext auf einen Notizblock. Anschließend sieht man die Band, die den Song im Studio einspielt, wobei der Fokus auf Brad Arnold liegt. Das Studio ist zunächst im Halbdunkeln und wird später komplett beleuchtet.

## Single

### Covergestaltung
Das Singlecover ist in den Farbtönen Grün und Blau gehalten. Es zeigt Sänger Brad Arnold am Mikrofon mit geschlossenen Augen. Links oben im Bild befinden sich die weißen Schriftzüge 3 Doors Down und Here Without You.

### Titelliste
1. Here Without You – 3:57
2. Here Without You (live) – 4:11
3. It’s Not Me (live) – 3:47
4. Here Without You (Video) – 3:57

### Chartplatzierungen
Here Without You stieg am 12. April 2004 auf Platz 27 in die deutschen Singlecharts ein und erreichte drei Wochen später mit Rang 23 die höchste Platzierung. Insgesamt konnte sich der Song mit Unterbrechungen 17 Wochen in den Top 100 halten. Darüber hinaus platzierte sich das Lied für eine Woche an der Chartspitze der deutschen Airplaycharts. Besonders erfolgreich war das Lied in den Vereinigten Staaten, wo es Platz fünf belegte und sich 51 Wochen in den Billboard Hot 100 hielt. Die Top 10 erreichte Here Without You zudem unter anderem in Australien, Dänemark und Neuseeland.
| ChartsChartplatzierungen       | Höchstplatzierung | Wochen |
| ------------------------------ | ----------------- | ------ |
| Deutschland (GfK)              | 23 (17 Wo.)       | 17     |
| Österreich (Ö3)                | 13 (15 Wo.)       | 15     |
| Schweiz (IFPI)                 | 61 (11 Wo.)       | 11     |
| Vereinigte Staaten (Billboard) | 5 (51 Wo.)        | 51     |
| Vereinigtes Königreich (OCC)   | 77 (1 Wo.)        | 1      |

| ChartsJahrescharts (2003)      | Platzierung |
| ------------------------------ | ----------- |
| Vereinigte Staaten (Billboard) | 62          |

| ChartsJahrescharts (2004)      | Platzierung |
| ------------------------------ | ----------- |
| Vereinigte Staaten (Billboard) | 15          |

| ChartsJahrescharts (2000–2009) | Platzierung |
| ------------------------------ | ----------- |
| Vereinigte Staaten (Billboard) | 68          |

### Auszeichnungen für Musikverkäufe
Here Without You wurde 2024 für mehr als sechs Millionen Verkäufe in den Vereinigten Staaten mit einer sechsfachen Platin-Schallplatte ausgezeichnet. Die zugehörige Videosingle erhielt für über 300.000 verkaufte Einheiten ebenfalls sechsfach-Platin. Im Vereinigten Königreich bekam der Song im Jahr 2024 für mehr als 400.000 verkaufte Einheiten eine Goldene Schallplatte. 2023 wurde die Single für über 250.000 verkaufte Exemplare auch in Deutschland mit einer Goldenen Schallplatte ausgezeichnet. Mit weltweit mehr als sieben Millionen zertifizierten Verkäufen ist er nach Kryptonite der kommerziell erfolgreichste Song der Band.
| Land/Region                  | Auszeichnungen für Musikverkäufe (Land/Region, Auszeichnung, Verkäufe) | Verkäufe  |
| ---------------------------- | ---------------------------------------------------------------------- | --------- |
| Australien (ARIA)            | Platin                                                                 | 70.000    |
| Brasilien (PMB)              | Gold · + Gold (Akustik)                                                | 60.000    |
| Dänemark (IFPI)              | Gold                                                                   | 45.000    |
| Deutschland (BVMI)           | Gold                                                                   | 250.000   |
| Italien (FIMI)               | Gold                                                                   | 50.000    |
| Neuseeland (RMNZ)            | 3× Platin                                                              | 90.000    |
| Vereinigte Staaten (RIAA)    | 6× Platin (Single) · + 6× Platin (Video)                               | 6.300.000 |
| Vereinigtes Königreich (BPI) | Gold                                                                   | 400.000   |
| Insgesamt                    | 5× Gold · 16× Platin ·                                                 | 7.215.000 |